# Бетмен і Робін
«Бетмен і Робін» (англ. Batman & Robin) — американський супергеройський фільм режисера Джоела Шумахера. Четвертий і заключний фільм в тетралогії Бертона/Шумахера про вигаданого супергероя — Бетмена.
У цьому фільмі роль Бетмена виконав Джордж Клуні, замінивши Вела Кілмера.
Світова прем'єра відбулася 20 червня 1997 року, але отримала вкрай негативні відгуки. Глядачі розкритикували фільм за його «іграшковий» вигляд. «Бетмен і Робін» отримав 11 номінацій «Золота малина» в 1997 році, в тому числі в номінації Найгірший фільм року, а також, найгірший супергеройський фільм і один з найгірших фільмів усіх часів.

## Сюжет
Над Ґотемом знову нависла загроза: лиходій-морозилка Містер Фріз і схибнута любителька рослин на прізвисько Отруйна Айві вирішують знищити місто. Зупинити лиходіїв можуть тільки Бетмен і Робін, однак у цих супергероїв виникають розбіжності…

## У головних ролях
| Актор                | Роль                         |
| -------------------- | ---------------------------- |
| Джордж Клуні         | Брюс Вейн / Бетмен           |
| Кріс О'Доннелл       | Дік Ґрейсон / Робін          |
| Алісія Сільверстоун  | Барбара Вілсон / Бетгерл     |
| Арнольд Шварценеггер | Містер Фріз                  |
| Ума Турман           | Памела Айві / Отруйний плющ  |
| Майкл Гоф            | дворецький Альфред Пенніворт |
| Пет Хінгл            | комісар Джеймс Ґордон        |
| Джип Свенсон         | Бейн                         |
| Ель Макферсон        | Джулі Медісон                |
| Елізабет Сандерс     | Герті                        |
| Джон Гловер          | доктор Джейсон Вудроу        |
| Вівіка Фокс          | місс Хейвен                  |
| Джессі Вентура       | охоронець в Аркхемі          |
| Ральф Меллер         | охоронець в Аркхемі          |
| Ерик Ллойд           | юний Брюс Вейн               |
| Джим Сіммонс         | молодой Альфред Пенніворт    |
| Даг Хатчісон         | Голум                        |
| Майкл Рейд Маккей    | Антоніо Діего                |
| Куліо                | банкір                       |